# (37607) Regineolsen
1992 RO7 (asteroide 37607) é um asteroide da cintura principal. Possui uma excentricidade de 0.19600780 e uma inclinação de 5.86614º.
Este asteroide foi descoberto no dia 2 de setembro de 1992 por Eric Walter Elst em La Silla.